# Simon Benne

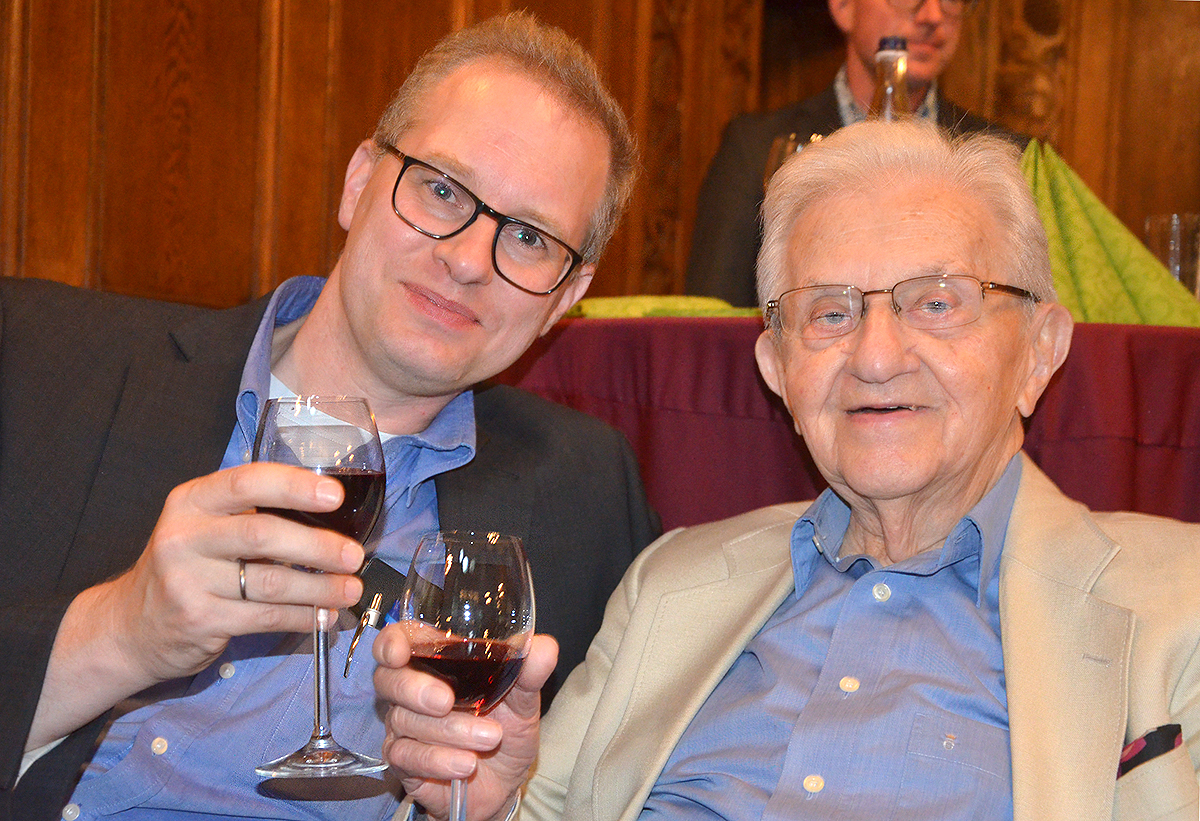
Simon Benne (links) mit dem Holocaust-Überlebenden Henry Korman auf der Geburtstagsfeier von Andor Izsák in der Villa Seligmann, 2016

Simon Benne (* 1970) ist ein deutscher Journalist und Sachbuch-Autor.

## Leben
Nach seinem Abitur 1990 an der St. Ursula-Schule in der Südstadt von Hannover studierte Simon Benne die Fächer Deutsch und Geschichte in Göttingen an der Georg-August-Universität sowie in der italienischen Stadt Bologna an der dortigen Università. 1999 schrieb er in Göttingen seine Magisterarbeit zum Thema Marcus Antonius und Kleopatra VII. Machtausbau, herrscherliche Repräsentation und politische Konzeption.

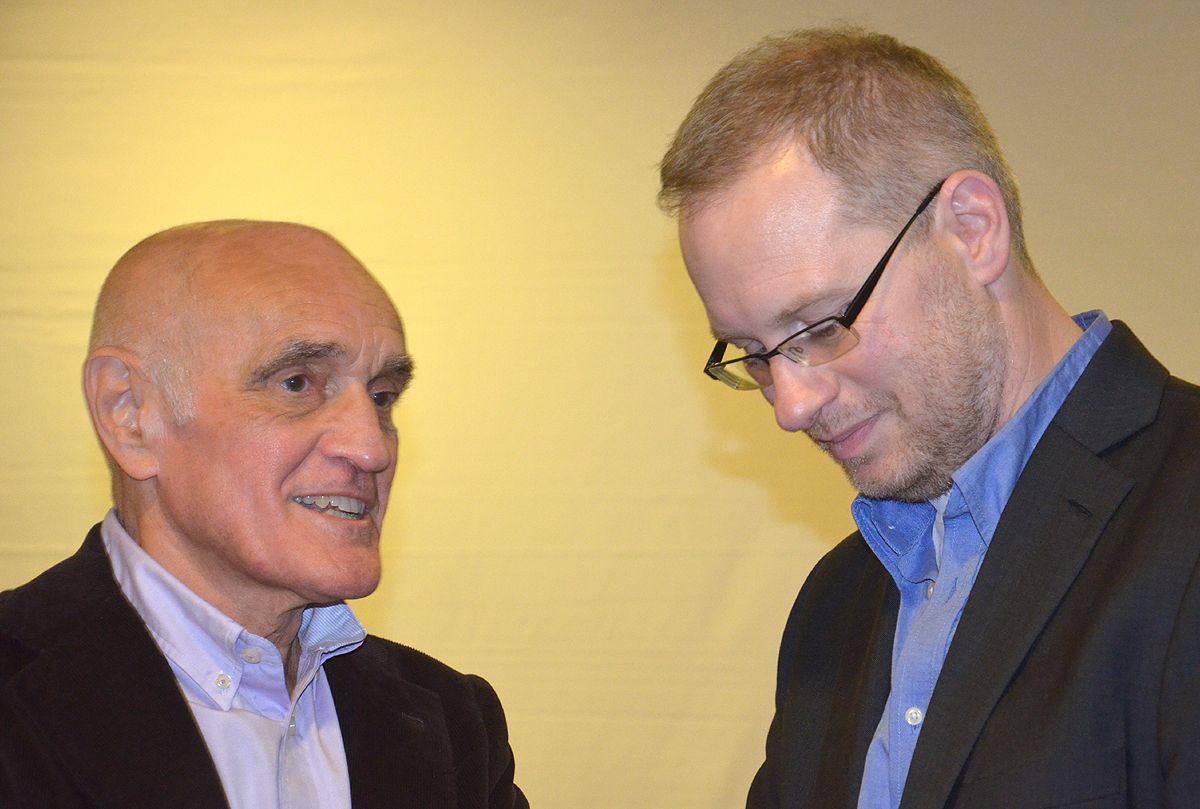
Benne im Interview mit Martin Kind auf der Jubiläumsfeier 350 Jahre Gottfried Wilhelm Leibniz Bibliothek – Niedersächsische Landesbibliothek, 2015

Kurz nach der Jahrtausendwende begann Simon Benne in der niedersächsischen Landeshauptstadt als Redakteur bei der Hannoverschen Allgemeinen Zeitung (HAZ). Seit 2002 beschäftigte er sich zudem immer wieder auch mit der hannoverschen Historie und deren Persönlichkeiten. So publizierte er – oftmals über die Madsack Medienagentur – mitunter als Co-Autor, beispielsweise über den Hannover 96-Torwart Robert Enke, verfasste Anthologien und schrieb die Geschichten von nach dem Zweiten Weltkrieg Heimatvertriebenen und ihren Schicksalen in der Nachkriegszeit nieder: Sein Buch Fremde Heimat. Als die Vertriebenen nach Hannover kamen stellte er im Rahmen einer Benefiz-Lesung zugunsten der HAZ-Weihnachtshilfe Ende 2017 im Historischen Museum Hannover vor.
Simon Benne lebt mit seiner Ehefrau und seinen vier Kindern in Laatzen.

## Auszeichnungen
- 2022: Cord-Borgentrick-Stein für langjährige journalistische Arbeit zur Historie der Stadt Hannover[6]

## Schriften (Auswahl)
- Sandhya Wilde-Gupta (Red.), Heiko Rehberg, Carina Peitsch, Simon Benne et al., Ulrich zur Nieden (Fotos): Robert Enke. Der Torwart. Der Star. Der Freund , 3. Auflage, Hannover: [Madsack Supplement], 2010, ISBN 978-3-940308-44-3; Inhaltsverzeichnis
- Erstgeborene, Mittelkind und Nesthäkchen, Anthologie, 3. Auflage, Hrsg.: Madsack Medienagentur GmbH & Co. KG, 2016, ISBN 978-3-940308-99-3 und ISBN 3-940308-99-4; Inhaltsverzeichnis
- 66 Tage. Eine Reise durch die Geschichte Hannovers, Hrsg.: Madsack Medienagentur GmbH & Co. KG, 2016, ISBN 978-3-946544-07-4 und ISBN 3-946544-07-X; Inhaltsverzeichnis
- Als der Frieden nach Hannover kam, 3. Auflage, Hannover: Madsack Medienagentur, 2017, ISBN 978-3-940308-93-1 und ISBN 3-940308-93-5
- Simon Benne (Text), Susann Heller (Projektleitung): Fremde Heimat. Als die Vertriebenen nach Hannover kamen, 1. Auflage, Hannover: Madsack Medienagentur, 2017, ISBN 978-3-946544-11-1 und ISBN 3-946544-11-8